# Tricimba tuberoscula
Tricimba tuberoscula är en tvåvingeart som beskrevs av Ismay 1993. Tricimba tuberoscula ingår i släktet Tricimba och familjen fritflugor. Inga underarter finns listade i Catalogue of Life.